# Cosmosoma rubritarsis
Cosmosoma rubritarsis är en fjärilsart som beskrevs av William Schaus 1911. Cosmosoma rubritarsis ingår i släktet Cosmosoma och familjen björnspinnare. Inga underarter finns listade i Catalogue of Life.